# Витланд (Мисури)
Витланд (енгл. Wheatland) град је у америчкој савезној држави Мисури.

## Демографија
По попису из 2010. године број становника је 371, што је 17 (-4,4%) становника мање него 2000. године.
| Група             | 2000.       | 2010.       |
| Белци             | 383 (98,7%) | 344 (92,7%) |
| Афроамериканци    | 0 (0,0%)    | 6 (1,6%)    |
| Азијати           | 1 (0,3%)    | 0 (0,0%)    |
| Хиспаноамериканци | 1 (0,3%)    | 6 (1,6%)    |
| Укупно            | 388         | 371         |